# Поноћ
У поноћ се завршава претходни дан и започиње наредни. Када дигитални сат откуца 00:00 онда је поноћ, а када зидни или ручни сат стигну до краја другог круга, тада је поноћ, или када сат покаже број 12. У поноћ увелико пада мрак. 31. децембра, када сат откуца поноћ, тада је и Нова година.

## Поноћ и средина ноћи
Етимолошки, поноћ значи „средина ноћи”. Ако бисмо овај израз узели буквално, током осам сати сна, отишли бисмо у кревет око 20:00 и устали бисмо око 6:00 што је прилично оно што раде монаси. Међутим, варирање спољне температуре мења се за неколико сати у односу на осветљење, што можда игра улогу у нашем избору буђења.